# Jang Na-ra
Jang Na-ra (hangul: 장나라; rr: Jang Na-ra; nascida em 18 de março de 1981) é uma cantora e atriz sul-coreana, ativa na indústria do entretenimento da Coreia do Sul e da China desde 2001. Jang ganhou destaque com seu segundo álbum de estúdio Sweet Dream em 2002, e posteriormente, estrelou séries de televisão bem recebidas que incluem Successful Story of a Bright Girl (2002), My Love Patzzi (2002), Wedding (2005), My Bratty Princess (2005), Fated to Love You (2014), Confession Couple (2017), The Last Empress (2018–2019) e VIP (2019).

## Discografia

### Álbuns de estúdio coreanos
| Título | Detalhes do álbum | Melhores posições nas paradas | Vendas          |
| Título | Detalhes do álbum | COR                           | Vendas          |
| --- | --- | ----------------------------- | --------------- |
| First Story                                                                                                 | - Lançamento: 18 de junho de 2001 - Gravadora: SM Entertainment - Formatos: CD, cassette Lista de faixas 1. 고백 (Confession) 2. 눈물에 얼굴을 묻는다 (Burying My Face In Tears) 3. 연 (Yun) 4. Make it Right 5. 물고기자리 (Pisces) 6. 4월이야기 (April Story) 7. 눈물에 얼굴을 묻는다 (Burying My Face In Tears) (String version) 8. Gloomy Sunday 9. Blue 10. 약속 (Promise) com Wheesung 11. My Pain 12. 지독한 사랑 (Vicious Love) | 7                             | - COR: 323,168+ |
| Sweet Dream                                                                                                 | - Lançamento: 2 de outubro de 2002 - Gravadora: S.M Entertainment - Formatos: CD, cassette Lista de faixas 1. Sweet Dream 2. 아마도사랑이겠죠 (Perhaps Love) 3. 혼자서도 잘해요 (I Can Do It Well By Myself) 4. Pinekiss 5. 철부지 (A Mere Child) 6. Ending 7. I'll Be There For You 8. 뙈지아가 (Pig Baby) 9. 물망초 (A Forget-Me-Not) 10. 사막한가운데서 (In The Middle of the Desert) 11. Snowman 12. 다시 받아주겠니? (Can You Accept Me Again?) 13. 바람아 멈추어다오 (Please Stop the Wind) 14. 아마도 사랑이겠죠 (Perhaps Love) (Radio edit) | 1                             | - COR: 442,422+ |
| 3rd Story                                                                                                   | - Lançamento: 2 de dezembro de 2003 - Gravadora: SM Entertainment - Formatos: CD, cassette Lista de faixas 1. We 2. 별이 빛나는 밤에 (Version 2) 3. 기도 (Last Pray) 4. 10년이 지난 후 나는 5. 그게 정말이니? (Is That True?) 6. 나도 여자랍니다 (I am a Woman Too) 7. 키키 8. My Boy 9. 약속 10. 늘 그래왔듯이 11. Say Good-Bye 12. 눈물로 남을텐데 13. 그게 정말이니 (Band version) 14. 별이 빛나는 밤에 | 1                             | - COR: 161,103+ |
| My Story (나의 이야기)                                                                                      | - Lançamento: 20 de dezembro de 2004 - Gravadora: Warner Music Korea - Formatos: CD, cassette Lista de faixas 1. Intro 2. 달팽이 (Snail) 3. 겨울일기 (Winter diary) 4. I Love School 5. Always 6. 이젠 괜찮아요 (Now no problem at all) 7. 혹시라도 (Perhaps) 8. 모시는 글 9. 연인 (com participação de Shin Hye-sung) 10. 사랑하기 좋은 날 (Good Day to Love) 11. 겨울일기 (Bossanova ver.) (Winter diary) 12. 나 (I) 13. Make it right 14. 飛不起來 | 8                             | - COR: 39,791+  |
| She | - Lançamento: 21 de fevereiro de 2007 - Gravadora: Warner Music Korea - Formatos: CD, cassette Lista de faixas 1. 사랑 부르기 (Calling out love) 2. 마음을 잃다 (Losing one's mind) 3. You & I 4. 손톱 (Fingernails) 5. 가면무도회 (A Masquerade) (com participação de Haha) 6. 사랑을 향합니다 (Towards love) 7. Everything for you 8. Tonight 9. 이젠 말해볼까 (Shall we talk about it now?) 10. 당신의 모든 것을 사랑합니다 (I love everything about you) 11. 사랑 부르기 (Acoustic Ver.) | —                             | —               |
| Dream of Asia                                                                                               | - Lançamento: 25 de março de 2008 - Gravadora: LOEN Entertainment - Formatos: CD Lista de faixas CD 1 1. 신기루 (Mirage) 2. Jump!!Jump!! 3. 흉터 (Scar) 4. 미련한 미련이란 것이 (Stupidity What Is Stupidity) 5. Thinkin’ Of You 6. 거짓말쟁이 (Liar) 7. Long Good-Bye 8. 달맞이 꽃 (Evening Primrose) 9. 눈의 아이 (Snow Child) 10. 결혼할래요 11. Shining Day 12. Fairytale [English Version] 13. 신기루 [Japanese Version] 14. Jump!!Jump!! [Japanese Version] 15. We [Japanese Version] CD 2 1. 우리들의 꿈 2. 독신주의 3. 신기루 4. Jump!!Jump!! 5. 남은 건 추억뿐 6. 나를 따라 해 봐 7. 못된 성질 8. 멈춘 사랑 9. 조금만 10. 달빛은 내 마음을 대신해 [Cantonese Version] 11. 달빛은 내 마음을 대신해 [Mandarin Version] | 11                            | - COR: 5,492+   |
| "—" indica que o lançamento não entrou na parada. * Dados sobre vendas estão disponíveis até junho de 2008. | |                               |                 |

### Álbuns de estúdio chineses
| Título                     | Detalhes do álbum | Melhores posições nas paradas | Vendas |
| Título                     | Detalhes do álbum | CHN                           | Vendas |
| -------------------------- | --- | ----------------------------- | ------ |
| One (一张)                 | - Lançamento: 20 de janeiro de 2005 Lista de faixas 1. 风儿啊！请你停下来 2. 全世界下雨 3. 娜拉In China 4. 飞不起来 5. Sweet Dream 6. 恋爱宣言 7. 我也是女人 8. 甜蜜蜜 9. 可能是爱情 10. Ends |                               |        |
| Gong Fu (功夫)             | - Lançamento: 7 de dezembro de 2005 Lista de faixas 1. 对不起我不爱你 2. 功夫 3. 爱上你全部 4. 我要你崇拜 5. 梦飞翔 6. Everyday 7. 危险恋人 8. 天边 9. 出乎预料 10. 烦着呢 |                               |        |
| Journey of Love (爱的旅途) | - Lançamento: 2 de agosto de 2012 Lista de faixas 1. 愛的出口 Export of Love 2. 想說給你聽 Want To Say To You 3. 耍花招 Flashy 4. 我知道 I Know 5. 背靠背 Back To Back 6. 謝謝你給我的幸福 Thank You To My Happiness 7. 只想起你﹙中﹚I Only Think Of you (Chinese version) 8. 只想起你﹙韓﹚I Only Think Of You (Korean version) 9. 救人哪 Rescue Which 10. 讓心去流浪 Heart To Stray |                               |        |

### Álbuns em colaboração e compilações
| Título                                                | Detalhes do álbum | Melhores posições nas paradas | Vendas |
| Título                                                | Detalhes do álbum | COR                           | Vendas |
| ----------------------------------------------------- | --- | ----------------------------- | ------ |
| History My Love                                       | - Lançamento: 4 de maio de 2002 |                               |        |
| Jang Nara and Friends                                 | - Lançamento: 27 de abril de 2003 - Gravadora: Warner Music Korea - Formatos: CD, cassette Lista de faixas 1. 오 해피데이 2. 피노키오 3. 그날이후 4. Friend (Solo Version) 5. And (performed by Kim Hyun-jung) 6. Lately (performed by Lee Ki-chan) 7. Will Be Mine (performed by Lee Soo-young) 8. Luv N U (performed by Haha, feat. Lil Wow) 9. Today (performed by Kim Yeong-seok) 10. Friend (with Lee Ki-chan) 11. 부디 (performed by The Position) 12. 그래요 (performed by Johan Kim) 13. 아무것도 아닌 이야기 (performed by Sung Si-kyung) 14. 다시 (performed by Natural+) |                               |        |
| Vol. 3: Cheer Up - Coffee Boy Feat. Jang Na-ra        | - Lançamento: 30 de março de 2015 Faixa 3: "Fight For Your Love For Your Life" |                               |        |
| Calling of the Heart - The Second Story Part 2 'Rest' | - Lançamento: 21 de maio de 2015 - Gravadora: FNC Entertainment Faixa 1: "Jesus Loves Me" |                               |        |

### Singles
| Título                                                                                     | Ano                    | Melhores posições nas paradas | Álbum                            |
| Título                                                                                     | Ano                    | COR                           | Álbum                            |
| Como artista principal                                                                     | Como artista principal | Como artista principal        | Como artista principal           |
| ------------------------------------------------------------------------------------------ | ---------------------- | ----------------------------- | -------------------------------- |
| "Ladylike"                                                                                 | 2007                   | -                             | Canção sem álbum                 |
| "Cotton Clouds" (뭉게구름)                                                                 | 2007                   | -                             | Canção sem álbum                 |
| "If You Ask Me To"                                                                         | 2008                   | -                             | Canção sem álbum                 |
| "Tinker Bell" (팅커벨)                                                                     | 2009                   | -                             | Canção sem álbum                 |
| "I Only Think of You" (너만 생각나)                                                        | 2012                   | 36                            | Canção sem álbum                 |
| "Love" (사랑)                                                                              | 2013                   | —                             | Canção sem álbum                 |
| Aparições em trilhas sonoras                                                               |                        |                               |                                  |
| "It's Alright"                                                                             | 2008                   | -                             | Opposites Attract OST            |
| "Distant Horizon" (천애지아)                                                               | 2010                   | —                             | Dong Yi OST Part 1               |
| "Snowman in May" (오월의 눈사람타이틀) "Orange Tree" (오렌지 나무)                         | 2011                   | —                             | Baby Faced Beauty OST Part 1 & 2 |
| "All Day" (하루 종일)                                                                      | 2014                   | —                             | Mr. Back OST Part 4              |
| "Someday"                                                                                  | 2018                   | —                             | Your House Helper OST Part 4     |
| "—" " indica que o lançamento não entrou na parada. * Dados não disponíveis antes de 2010. |                        |                               |                                  |

## Filmografia

### Cinema
| Ano  | Título em inglês  | Título original | Papel                | Notas  | País          |
| ---- | ----------------- | --------------- | -------------------- | ------ | ------------- |
| 2002 | Help! I'm a Fish  | -               | voz                  | [ 10 ] |               |
| 2003 | Oh! Happy Day     | 오! 해피데이    | Kong Hee-ji          |        | Coreia do Sul |
| 2007 | Girl's Revolution | 麻雀要革命      |                      | [ 11 ] | China         |
| 2009 | Sky and Ocean     | 하늘과 바다     | Ha-neul              |        | Coreia do Sul |
| 2012 | Flying With You   | 一起飞          | He Qianqian / Baby   |        | China         |
| 2012 | Whoever           | 愛誰誰          | Yawen (participação) |        | China         |
| 2015 | Polaroid          | 폴라로이드      | participação         | [ 12 ] | Coreia do Sul |

### Séries de televisão
| Ano  | Título em inglês | Título original    | Papel                        | Emissora                                  | Notas                    | País          |
| ---- | --- | ------------------ | ---------------------------- | ----------------------------------------- | ------------------------ | ------------- |
| 2001 | New Nonstop | 뉴논스톱           | Jang Na-ra                   | MBC                                       | A partir do episódio 269 | Coreia do Sul |
| 2002 | Successful Story of a Bright Girl | 명랑소녀 성공기    | Cha Yang-soon                | SBS                                       |                          | Coreia do Sul |
| 2002 | My Love Patzzi | 내 사랑 팥쥐       | Yang Song-yee                | MBC                                       |                          | Coreia do Sul |
| 2003 | Hello! Balbari | 헬로 발바리        | (participação)               | KBS2                                      | [ 13 ]                   | Coreia do Sul |
| 2004 | Love Is All Around | 사랑을 할꺼야      | Jin Bo-ra                    | MBC                                       |                          | Coreia do Sul |
| 2004 | Nonstop 4 | 논스톱4            | Jang Na-ra (participação)    | MBC                                       | Episódio 113             | Coreia do Sul |
| 2004 | Silver Love | 银色年华           | Nara                         | CCTV                                      | [ 14 ]                   | China         |
| 2005 | Banjun Drama "I Got Married to a Weird Woman" "My Love Mite" "Reincarnation" "And There Was Nothing" "Strange Village" "The Golden Age of Gas Man" | 대결! 반전 드라마  |                              | SBS                                       |                          | Coreia do Sul |
| 2005 | My Bratty Princess | 刁蠻公主           | Situ Jing/Xiao Long Xia      | Guangdong Television                      |                          | China         |
| 2005 | Wedding | 웨딩               | Lee Se-na                    | KBS2                                      |                          | Coreia do Sul |
| 2007 | Good Morning Shanghai | 纯白之恋           | You Hao Yun                  | Hunan TV                                  | [ 15 ]                   | China         |
| 2010 | Iron Masked Singer | 铁面歌女           | Hu Die/Hu Yin Yin            | XTV                                       | [ 16 ]                   | China         |
| 2011 | Unruly Qiao | 刁蛮俏御医         | He Tian Xin                  | CTV HNTV Jiangxi TV Hubei TV Southeast TV | [ 17 ]                   | China         |
| 2011 | Baby Faced Beauty | 동안미녀           | Lee So-young                 | KBS2                                      |                          | Coreia do Sul |
| 2012 | Race Course | 跑馬場             | Matsuno Akiko                | CCTV                                      |                          | China         |
| 2012 | School 2013 | 학교 2013          | Jung In-jae                  | KBS2                                      |                          | Coreia do Sul |
| 2013 | Red Palanquin | 红轿子             | Qiao Lizhen                  | Huzhou TV                                 |                          | China         |
| 2014 | Fated to Love You | 운명처럼 널 사랑해 | Kim Mi-young                 | MBC                                       |                          | Coreia do Sul |
| 2014 | Drama Festival "Old Farewell" | 오래된 안녕        | Han Chae-hee                 | MBC                                       |                          | Coreia do Sul |
| 2014 | Mr. Back | 미스터 백          | Eun Ha-soo                   | MBC                                       |                          | Coreia do Sul |
| 2015 | One-Winged Eagle | 单翼雄鹰           | Zhang Lanfang (participação) | CCTV                                      | [ 18 ]                   | China         |
| 2015 | Hello Monster | 너를 기억해        | Cha Ji-an                    | KBS2                                      |                          | Coreia do Sul |
| 2016 | One More Happy Ending | 한번 더 해피엔딩   | Han Mi-mo                    | MBC                                       |                          | Coreia do Sul |
| 2017 | Confession Couple | 고백부부           | Ma Jin-joo                   | KBS2                                      |                          | Coreia do Sul |
| 2018 | The Last Empress | 황후의 품격        | Oh Sunny                     | SBS                                       |                          | Coreia do Sul |
| 2019 | VIP | 브이아이피         | Na Jung-sun                  | SBS                                       | [ 19 ]                   | Coreia do Sul |
| 2020 | Oh My Baby | 오마이베이비       | Jang Ha-ri                   | tvN                                       | [ 20 ]                   | Coreia do Sul |

### Documentários
| Ano  | Título em inglês             | Título original     | Papel         | Emissora | Notas  |
| ---- | ---------------------------- | ------------------- | ------------- | -------- | ------ |
| 2015 | Panda Theater                | 판다극장            | Narradora     |          | [ 21 ] |
| 2017 | AD 2100 Climate Strikes Back | AD 2100 기후의 반격 | Apresentadora | MBC      | [ 22 ] |

### Programas de variedades
| Ano  | Título em inglês              | Título original           | Função                | Emissora          | Notas                                        | País           |
| ---- | ----------------------------- | ------------------------- | --------------------- | ----------------- | -------------------------------------------- | -------------- |
| 2001 | Achieve the Goal Saturday     | 목표달성! 토요일          | Convidada             | MBC               | Exibido: 10 & 17 de novembro de 2001         | Coreia do Sul  |
| 2001 | Music Camp                    | 생방송 음악캠프           | Apresentadora         | MBC               | [ 23 ]                                       | Coreia do Sul  |
| 2002 | Music Camp                    | 생방송 음악캠프           | Apresentadora         | MBC               | [ 23 ]                                       | Coreia do Sul  |
| 2002 | Love Story                    | 러브 스토리               | Apresentadora         | KBS               | [ 24 ]                                       | Coreia do Sul  |
| 2002 | Happy Together                | 해피투게더: 쟁반노래방    | Convidada             | KBS               | Exibido: 24 de outubro de 2002               | Coreia do Sul  |
| 2002 | Hey Hey Hey                   | 헤이헤이헤이              | Convidada             | SBS               | Exibido: 12 de novembro de 2002              | Coreia do Sul  |
| 2002 | Out of the stand              | 떴다 포장마차             | Convidada             | KBS               | Exibido: 26 de novembro de 2002              | Coreia do Sul  |
| 2002 | Guerilla Concert              | 게릴라 콘서트             | Convidada             | MBC               | Exibido: 13 Jan 2002                         | Coreia do Sul  |
| 2003 | Happy Together                | 해피투게더: 쟁반노래방    | Convidada             | KBS               | Exibido: 16 Jan 2003                         | Coreia do Sul  |
| 2003 | Match Made in Heaven          | 강호동의 천생연분         | Convidada             | MBC               | Exibido: 25 Jan 2003                         | Coreia do Sul  |
| 2003 | Hey Hey Hey                   | 헤이헤이헤이              | Convidada             | SBS               | Exibido: 15 April 2003                       | Coreia do Sul  |
| 2004 | X-man                         | X맨                       | Convidada             | SBS               | Exibido: 31 Jan 2004, 7 de fevereiro de 2004 | Coreia do Sul  |
| 2004 | 1000 Songs Challenge          | 도전 1000곡               | Convidada             | SBS               | Exibido: 15 de fevereiro de 2004             | Coreia do Sul  |
| 2004 | Happy Together                | 해피투게더: 쟁반노래방    | Convidada             | KBS               | Exibido: 1 de julho de 2004                  | Coreia do Sul  |
| 2005 |                               | 김용만, 신동엽의 즐겨찾기 | Convidada             | SBS               | Exibido: 22 de março de 2005                 | Coreia do Sul  |
| 2005 | Sunday Eight: Food Crossroads | 周日八点党: 食字路口      | Convidada             | 中华电视公司(GTV) |                                              | Taiwan         |
| 2005 | La Fang Happy 100             | 拉芳开心100               | Convidada             | 东南卫视          |                                              | China          |
| 2006 | Kim Yoon-ah's Music Wave      | 김윤아의 뮤직웨이브       | Convidada             | SBS               | Exibido: 28 de abril de 2006                 | Coreia do Sul  |
| 2007 | Ya Shim Man Man               | 야심만만                  | Convidada             | SBS               | Exibido: 26 de fevereiro de 2007             | Coreia do Sul  |
| 2007 | Bang Bang Tang                | 模范棒棒堂                | Convidada             | Channel V         | Exibido: 8 de março de 2007                  | Taiwan         |
| 2007 | Hey Hey Hey Season 2          | 헤이헤이헤이 시즌 2       | Convidada             | SBS               | Exibido: 1 & 8 de março de 2007              | Coreia do Sul  |
| 2007 | Music Space                   | 음악공간                  | Convidada             | SBS               | Exibido: 7 de março de 2007                  | Coreia do Sul  |
| 2007 | New X-man                     | X맨3                      | Convidada             | SBS               | Exibido: 11 de março de 2007                 | Coreia do Sul  |
| 2007 | Happy Together: Friends       | 해피투게더 프렌즈         | Convidada             | KBS               | Exibido: 15de março de 2007                  | Coreia do Sul  |
| 2007 | Lee Kyung Kyu's Hidden Camera | 이경규 의 몰래카메라      | Convidada             | MBC               | Exibido: 1 de abril de 2007                  | Coreia do Sul  |
| 2007 | Hotel Moowol                  | 무월관                    | Convidada             | MBC               | Exibido: 18 de abril de 2007                 | Coreia do Sul  |
| 2008 | Change                        | 체인지                    | Convidada             | SBS               | Exibido: 30 de março de 2008                 | Coreia do Sul  |
| 2008 | Miraculous Victory and Defeat | 기적의 승부사             | Convidada             | SBS               | Exibido: 13 de abril de 2008                 | Coreia do Sul  |
| 2008 | 1000 Songs Challenge          | 도전 1000곡               | Convidada             | SBS               | Exibido: 4 de amio de 2008                   | Coreia do Sul  |
| 2008 | Blackie's Teenage Club        | 我爱黑涩会                | Convidada             | Channel V         | Exibido: 20 de maio de 2008                  | Taiwan         |
| 2008 | Bang Bang Tang                | 模范棒棒堂                | Convidada             | Channel V         | Exibido: 4 de junho de 2008                  | Taiwan         |
| 2009 | Kim Jung-eun's Chocolate      | 김정은의 초콜릿           | Convidada             | SBS               | Exibido: 6 de junho de 2009                  | Coreia do Sul  |
| 2009 | You Hee-yeol's Sketchbook     | 유희열의 스케치북         | Convidada             | KBS               | Exibido: 3 de julho de 2009                  | Coreia do Sul  |
| 2009 | Happy Together                | 해피투게더                | Convidada             | KBS               | Exibido: 9 & 16 de julho de 2009             | Coreia do Sul  |
| 2009 | May I Sleep Over?             | 오늘밤만 재워줘           | Convidada             | MBC               | Exibido: 16 de maio de 2009                  | Coreia do Sul  |
| 2009 | How to Eat and Live Well      | 잘먹고 잘사는 법          | Convidada             | SBS               | Exibido: 8 de agosto de 2009                 | Coreia do Sul  |
| 2009 | Strong Heart                  | 강심장                    | Convidada             | SBS               | Exibido: 20 de outubro de 2009               | Coreia do Sul  |
| 2009 | Talk Show                     | 이야기쇼                  | Convidada             | KBS               | Exibido: 26 de outubro de 2009               | Coreia do Sul  |
| 2010 | Tonight's Show                | 今夜有戏                  | Convidada             | 天津卫视          | Exibido: 2 de agosto de 2010                 | China          |
| 2012 | Strong Heart                  | 강심장                    | Convidada             | SBS               | Exibido: 10 & 17 de abril de 2012            | Coreia do Sul  |
| 2012 | Happy Together                | 해피투게더                | Convidada             | KBS               | Exibido: 12 de abril de 2012                 | Coreia do Sul  |
| 2014 | Section TV: Star ting         | 섹션 TV: 스타 ting        | Convidada             | MBC               | Exibido: 20 de julho de 2014                 | Coreia do Sul  |
| 2014 | Section TV: Star ting         | 섹션 TV: 스타 ting        | Convidada             | MBC               | Exibido: 17 de agosto de 2014                | Coreia do Sul  |
| 2014 | Healing Camp                  | 힐링캠프                  | Convidada             | SBS               | Exibido: 13 de outubro de 2014               | Coreia do Sul  |
| 2015 | Happy Together                | 해피투게더                | Convidada             | KBS               | Exibido: 18 de junho de 2015                 | Coreia do Sul  |
| 2016 | Next door CEO                 | 옆집의CEO들               | Convidada             | MBC               | Exibido: 19 de fevereiro de 2016             | Coreia do Sul  |
| 2016 | Section TV: Star ting         | 섹션 TV: 스타 ting        | Convidada             | MBC               | Exibido: 10 de janeiro de 2016               | Coreia do Sul  |
| 2016 | Conan                         | -                         | Participação especial | TBS               | Exibido: 14 de abril de 2016                 | Estados Unidos |
| 2018 | Guerilla Date                 | 게릴라 데이트             | Convidada             | KBS               | Exibido: 15 de janeiro de 2018               | Coreia do Sul  |
| 2018 | Two Yoo Project: Sugarman     | 투유 프로젝트 – 슈가맨    | Convidada             | JTBC              | Exibido: 20 de maio de 2018                  | Coreia do Sul  |
| 2019 | Master in the House           | 집사부일체                | Convidada             | SBS               | Exibido: 22 & 29 setembro de 2019            | Coreia do Sul  |
| 2020 | Now On My Way to Meet You     | 이제 만나러 갑니다        | Participação          | Channel A         | [ 29 ]                                       | Coreia do Sul  |

### Participações em vídeos musicais
| Ano  | Título em inglês     | Título original | Artista                    | Notas                                      |
| ---- | -------------------- | --------------- | -------------------------- | ------------------------------------------ |
| 2007 | "I want to tell you" | "好想对你说"    | Peter Ho                   | Jang também realizou um dueto com Peter Ho |
| 2009 | "Smilling Goodbye"   | "웃으며 안녕"   | Lee Suk-Hoon do SG wannabe |                                            |